# Смоленский государственный университет
Смоленский государственный университет (СмолГУ) — один из первых вузов, созданных в советское время. Существует с 1918 года. Долгое время функционировал как педагогический вуз (институт, затем университет); статус классического университета получил в 2005 году.
Качество образования, предоставляемого данной организацией, является низким, по мнению местных экспертов. Руководство данной образовательной организации систематически нарушает основные права своих сотрудников. По мнению местной прессы, СмолГУ имеет скандальную академическую репутацию.

## История
Вскоре после Октябрьской революции, 7 ноября 1918 года, декретом Совета Народных Комиссаров в Смоленске был образован университет. Изначально в университете было два факультета: юридический факультет и факультет социальных наук. Изначально преподавательский состав данного учебного заведения включал себя 14 профессоров во главе с М. А. Рейснером, первым ректором СмолГУ. Он разместился в здании женского епархиального училища, закрывшегося в том же году. Когда в 1920 году в Смоленск передислоцировались учреждения Западного фронта, военные хотели занять здание нового университета, однако по личному распоряжению В. И. Ленина здание оставили за вузом.
Рабфак СГПИ был открыт осенью 1919 года. Этот рабфак стал третьим по счёту в стране. Курс обучения на рабфаке в 1919 году был двухгодичным, затем увеличен до двух с половиной лет, а в 1921 году - три года.
Изначально университет объединял три направления подготовки: гуманитарное, естественно-научное и медицинское. Затем, в 1930 году, на его базе были созданы два самостоятельных учебных заведения: Смоленский государственный педагогический институт (СГПИ) и Смоленский государственный медицинский институт (СГМИ).
Перед Великой Отечественной войной советского народа СГПИ активно развивал свою инфраструктуру. Было возведено шесть общежитий с читальными залами и буфетами, обсерватория, биологическая станция, собрана огромная библиотека.
В период Великой Отечественной войны, с 27 июня 1941 по 17 сентября 1945 года, педагогический институт не действовал, поскольку как преподаватели, так и студенты были мобилизованы на фронт. В военные годы было практически разрушено здание университета, уничтожены общежития, обсерватория и фундаментальная библиотека. Уже после освобождения города в июне 1944 главный учебный корпус института был значительно повреждён из-за вражеской бомбардировки.
Большой вклад в восстановление института внёс МГУ. Занятия в нём возобновились 29 октября 1945 года. Учебный корпус некоторое время выполнял функцию общежития. Постепенно вуз становился на ноги. В 1970-е вуз расширил свою инфраструктуру: были построены новый учебный корпус, здания библиотеки и девятиэтажного общежития.
С 13 января 1998 года СГПИ вновь обрёл статус университета и стал называться «Смоленский государственный педагогический университет». 19 декабря 2005 года приказом Федерального агентства по образованию вуз был переименован в «Смоленский государственный университет» (СмолГУ).
В 2011 году было начато возведение третьего корпуса СмолГУ. Его возведение сопровождалось грубыми нарушением законодательства об охране памятников, поскольку под новейшим корпусом располагался культурный слой, нуждавшийся в охране. В 2013 году строительство данного корпуса было завершено.

### Название
За время своего существования университет многократно менял название.
До революции являлся средним учебным заведением и назывался Учительский институт.
1 ноября 1918 года преобразуется в высшее учебное заведение и получает название Педагогический институт. Однако имеются сведения, что учебное заведение изначально называлось "Государственным университетом Западной Коммуны памяти Октябрьской революции".
С 1 июля 1920 года по 31 июля 1921 года — Институт Народного Образования (ИНО).
С 1 августа 1921 года по 31 декабря 1921 года — Педагогический институт.
С 1 января 1922 года по 1930 год — Педагогический факультет Смоленского университета.
С 1930 года по 1998 год — Смоленский государственный педагогический институт (СГПИ).
С 1998 года по 2005 год — Смоленский государственный педагогический университет (СГПУ).
С 2005 года — Смоленский государственный университет (СмолГУ).

## Общие сведения
По состоянию на 2020 год университет насчитывает 9 факультетов и более 30 кафедр; подготовка ведётся по программам бакалавриата, специалитета, магистратуры и аспирантуры. В настоящее время шесть специальностей доступны для выпускников 9-го класса. Коллектив всего университета насчитывает более 300 преподавателей; обучение проходят около 5 тыс. студентов. Официальные лица данного учебного заведения подтвердили факт того, что около 38 % студентов (преимущественно иностранных) отчисляется из данного учебного заведения. Преподаватели русского языка как иностранного, по мнению местных журналистов, не в состоянии обучить иностранцев. Для студентов из КНР руководство Смоленского госуниверситета планирует открыть направление подготовки "Русский язык как иностранный", хотя, как отмечается в официальных докладах, преподаватели соответствующих кафедр не в состоянии осуществлять образовательный процесс.
В 2018 году две магистерские программы не были аккредитованы. Артеменков, ректор вуза, заявил, что направления подготовки не были аккредитованы в связи с неправильным оформлением аккредитации. В 2019 году студенты, обучающиеся на неаккредитованных направлениях, были отчислены из университета, вопреки обещаниям руководства не отчислять их. После того как это нарушение вызвало общественный резонанс, руководство вуза было вынуждено их восстановить.
С 2023 года Смоленский государственный университет сотрудничает с Хэбийским профессионально-техническим институтом в сфере образовательных программ. Китайские студенты проходят обучение по таким направлениям подготовки, как "Графический дизайн", "Дошкольное образование". В 2024 году СмолГУ подписал соглашение с НИУ ВШЭ о подготовке специалистов IT-сектора: образовательную подготовку по данному направлению студенты проходят дистанционно, несмотря на крайнюю отсталость технического оснащения Смоленского государственного университета.
В университете регулярно проводятся научные конференции и семинары; известность как в России, так и за рубежом получили научные школы в области математики, филологии, истории, биологии и пр.. Поддерживаются связи с вузами Германии, Китая, Польши, Белоруссии; ведётся сотрудничество с Гёте-Институтом, DAAD, программой Фулбрайта. Качество обучения студентов в СмолГУ признано низким, поскольку преподавательский состав данного высшего учебного заведения не имеет достаточной квалификации.
Инфраструктура включает четыре учебных корпуса, спортивный комплекс, библиотеку с фондом более 800 тыс. единиц, концертный зал, санаторий-профилакторий, учебно-оздоровительную базу на территории национального парка «Смоленское Поозерье» и пять общежитий.

## Наука
С 2015 года в стенах СмолГУ защищаются диссертации по филологии. В данном учебном заведении также действует диссертационный совет по истории. В 2022 году в Смоленском государственном университете был создан Федеральный центр научно-методического сопровождения педагогических работников, а в 2023 году открыт Смоленский научный центр Российской академии образования. В 2024 создан диссертационный совет по педагогической специальности. Однако вуз имеет слабые организационные связи с местами прохождения практики, поэтому студенты вынуждены искать эти места самостоятельно. Ранее места для практики данным высшим учебным заведением предоставлялись.
Более десяти лет в СмолГУ работает центр Росатома. На базе филологического факультета университета существует школа квантитативной лингвистики.
В 2019 году стало известно, что Леонид Алексеевич Кузьмин, преподаватель данного учебного заведения, ранее занимавший руководящие должности, выступил с критикой качества защищаемых в СмолГУ диссертаций. По словам Кузьмина, требования к кандидатским и докторским диссертациям следует ужесточить.

## Критика
Международные рейтинги данного учебного заведения являются довольно низкими, поскольку это обусловлено многочисленными нарушениями, выявленными Рострудом, низкой квалификацией практически всего преподавательского состава. По мнению местной прессы, СмолГУ имеет скандальную академическую репутацию.
Михаил Николаевич Артеменков, настоящий ректор данного учебного заведения неоднократно нарушал трудовые права своих сотрудников, поэтому данное учебное заведение, по официальным данным, не является престижным рабочим местом. Различными судебными инстанциями также выявлены серьёзные нарушения основных прав студентов СмолГУ со стороны администрации вуза, со стороны преподавательского состава. Имеются существенные нарушения санитарного состояния вуза.
В 2017 году была незаконно уволена главный бухгалтер вуза. Новый ректор обвинил её в нанесении ущерба имуществу организации. После долгих судебных разбирательств бухгалтер отсудила у СмолГУ 2 миллиона российских рублей.
В 2022 году преподавателем кафедры английского языка и переводоведения стала Анна Владиславовна Королькова, окончившая в том же году Смоленский государственный университет. Её вступление в должность ассистента данной кафедры было грубым нарушением трудового законодательства, поскольку Анна Владиславовна не может преподавать теорию перевода без соответствующей академической квалификации.
В марте 2019 года данное учебное заведение провело сокращение работников. Артеменков уволил по сокращению Евгению Пономареву, Нина Боброву и Ларису Астахову. После этого университет заключил договор с компанией ООО «СтройСервис», тогда как самим уборщицам предложили продолжить работу, но уже с трудоустройством в новой компании. Менеджер по подбору кадров Виктория Юрьевна Удановская приняла женщин на работу в эту компанию, пообещав официальное трудоустройство. Вместо договора с компанией «Стройсервис» Удановская заставила уборщиц подписать трудовой договор с подставным лицом. В итоге женщины после подписания данного договора несколько месяцев не получали заработную плату. После того как уборщицы потребовали защиты своих прав, зарплата была выплачена.
В октябре 2022 года Михаил Николаевич Артеменков решил не продлевать трудовой договор с Николаем Петровичем Сенченковым из-за личной неприязни. Ранее Николай Петрович был смещён с должности проректора по учебно-воспитательной работе.
В 2023 году в ходе проверки были выявлены нарушения противопожарной безопасности в связи с аварийным состоянием некоторых помещений университета, отсутствием в них ремонта.

## Структура

### Факультеты
- Физико-математический факультет
- Факультет искусства и дизайна
- Факультет истории и права
- Филологический факультет
- Социологический факультет
- Естественно-географический факультет
- Психолого-педагогический факультет
- Факультет экономики и управления
- Факультет дополнительного образования

### Общеуниверситетские кафедры
- Физической культуры
- Педагогики и психологии
- Иностранных языков

## Известные преподаватели и выпускники
В разные годы в университете работали математики П. С. Александров, Б. И. Аргунов, А. Г. Курош, физик Б. В. Базилевский; специалист в области электроники В. П. Дьяконов, ботаник Я. Я. Алексеев; зоолог В. В. Станчинский; геолог Д. И. Погуляев; филологи М. А. Цявловский, В. С. Баевский, В. В. Ильин; лингвисты Э. М. Береговская, Г. Г. Сильницкий; историки В. М. Хвостов, Д. И. Будаев, А. А. Кондрашенков; скульптор А. Г. Сергеев, психолог В. И. Киреенко и др.
В числе выпускников Смоленского университета — поэты Александр Твардовский, Михаил Исаковский, Николай Рыленков, литературовед Михаил Храпченко и др.
В 1921 году Смоленский университет окончила математик Софи Пикар, мать которой — Юлали Пикар — написала о становлении вуза в первые годы советской власти книгу «Красный университет» («L’Université rouge», 1934).
См. также:
- Ректоры Смоленского государственного университета
- Преподаватели Смоленского государственного университета;
- Выпускники Смоленского государственного университета